# Бакович, Томас
То́мас Ба́кович (хорв. Tomas Baković; родился 29 марта 2007, Загреб, Хорватия) — хорватский футболист, полузащитник клуба «Динамо Загреб».

## Клубная карьера
Томас Бакович — воспитанник клуба «Динамо Загреб». 22 декабря 2024 года дебютировал за основную команду «синих», выйдя на замену в матче чемпионата Хорватии против «Вараждина».

## Карьера в сборной
Выступал за сборные Хорватии до 18 и до 19 лет. Вместе со сборной страны до 17 лет выступал на чемпионате Европы.